# Международная федерация санного спорта
Международная федерация санного спорта, ФИЛ (фр. Fédération Internationale de Luge de Course, FIL) — главная всемирная организация, занимающаяся координированием соревнований по санному спорту. Основана в 1957 году тринадцатью государствами в городе Давос (Швейцария), по состоянию на 2010 год, в неё входят 53 национальные саночные ассоциации, а штаб-квартира находится Берхтесгадене (Германия). Президентом федерации с 2020 года является Эйнарс Фогелис из Латвии.

## История

### Ранний период
Первое международное соревнование по санному спорту состоялось в Швейцарии 12 февраля 1883 года, в горах между Давосом и Клостерс-Зернойсом. Победу одержали два спортсмена из Австралии и Швейцарии, показав на трассе одинаковое время — 9 минут 15 секунд. В 1913 году в Дрездене Австрия, Германия и Швейцария создали прообраз сегодняшней международной федерации, организацию под названием Internationaler Schlittensportsverband (ISSV). В следующем году под эгидой этой организации прошёл первый чемпионат Европы, однако разразившаяся на континенте Первая мировая война заставила отказаться от соревнований вплоть до 1927 года.

### Возрождение и слияние FIBT
Второй чемпионат Европы по санному спорту прошёл только по прошествии тринадцати лет после первого, в 1927 году, и был примечателен тем, что в его программу добавили состязания между женщинами. В 1935 году ISSV была включена в состав Международной федерации бобслея и тобоггана (фр. Fédération Internationale de Bobsleigh et de Tobogganing, FIBT) и находилась под её контролем до середины 1950-х.

### Независимость от FIBT
В 1954 году на заседании в Афинах Международный олимпийский комитет постановил, что санный спорт в программе Олимпийских игр должен заменить скелетон, состязания по которому уже проводились в 1928 и 1948 годах (впоследствии скелетон не возвращался в сетку Олимпиад вплоть до 2002 года). В следующем году в Осло был проведён первый чемпионат мира по санному спорту, а в 1957 году на собрании МОК в Софии было объявлено о создании Международной федерации санного спорта (FIL), президентом которой назначили австрийца Берта Изатича.

### Подъём FIL
В 1959 году на заседании МОК в Мюнхене стало известно, что санный спорт войдёт в программу зимних Олимпийских игр 1964 года в Инсбруке. На первом олимпийском турнире по санному спорту соревновались двенадцать государств, а время финиша определялось в точности до сотых секунды (впоследствии, после равного результата между сборными Италии и ГДР на Олимпиаде 1972 года в Саппоро федерация пришла к решению определять время до тысячных секунды). В конце 1960-х годов федерация стала выделять так называемый натурбан, соревнования по санному спорту, проводимые на естественных природных трассах. Первый чемпионат Европы по натурбану прошёл в 1970 году в Австрии, спустя девять лет там же состоялся первый чемпионат мира.

### FIL сегодня
Изатич умер 8 февраля 1994 года, после чего федерацию возглавил (и продолжает возглавлять по сей день) прославленный в прошлом немецкий саночник Йозеф Фендт, находившийся до этого в должности вице-президента. В программу санного спорта традиционно входят четыре вида: одиночные заезды мужчин, одиночные среди женщин, парные заезды мужчин и командная эстафета. В настоящее время в мире восемнадцать санно-бобслейных трасс, на которых проводятся соревнования на международном уровне, девятнадцатая построена в Южной Корее, на ней должны будут пройти заезды зимних Олимпийских игр 2018.

## Зал славы FIL
В 2004 году руководство FIL объявило о создании так называемого Зала славы, куда будут включаться величайшие саночники всех времён. По состоянию на 2020 год такая честь оказана только девяти спортсменам:
- 2004:  Клаус Бонзак,  Пауль Хильдгартнер,  Маргит Шуман
- 2005:  Йозеф Файштмантль,  Ханс Ринн
- 2006:  Вера Зозуля
- 2012:  Герхард Пильц,  Георг Хакль
- 2019:  Армин Цоггелер[4]

## Действующие чемпионаты
- Санный спорт на Олимпийских играх
- Чемпионат мира по санному спорту
- Чемпионат мира по натурбану
- Кубок мира по санному спорту
- Чемпионат Европы по санному спорту
- Чемпионат Европы по натурбану